# Regolarmente/Fantasia
Regolarmente/Fantasia è l'88° singolo di Mina, pubblicato ad aprile 1968 su vinile a 45 giri dall'etichetta privata dell'artista PDU e distribuito dalla Durium.

## Il disco
Esiste anche in versione esclusiva per jukebox, la cui vendita è vietata al pubblico.

Entrambi i brani sono presenti nell'introvabile EP del 1968 Mina solo su musicassetta.
Sul sito ufficiale dell'artista i titoli sulle facciate del 45 giri risultano scambiati.
Le produzioni di Mina con la sua PDU, vedono aumentare il tasso artistico del repertorio della cantante spesso a discapito dei risultati commerciali. Tuttavia questo singolo, il quarto con la nuova etichetta, durante il 1968 raggiunge il 19º posto nella classifica settimanale e alla fine dell'anno sarà tra i primi cento più venduti (97°).

## Regolarmente
Presentata in televisione da Mina come ospite il 18 aprile 1968 nell'undicesima puntata di Su e giù, varietà condotto da Corrado, e nel maggio dello stesso anno a Quelli della domenica, condotto da Paolo Villaggio. Il video dell'apparizione nella trasmissione di Corrado è contenuto nel DVD Gli anni 1967-1968 Rai Vol. 5, che fa parte di un cofanetto monografico in 10 volumi pubblicato da Rai Trade e GSU nel 2008.
La canzone è rimasta inedita su LP e CD, ma è presente, oltre che sul citato EP, anche sulla rara e ricercata raccolta Stasera...Mina del 1969, anch'essa solo su cassetta e Stereo8.
Mina eseguirà il brano in occasione del concerto alla Bussola in Versilia per festeggiare i suoi 10 anni di carriera. Le canzoni di quell'esibizione sono state inserite nell'album Mina alla Bussola dal vivo, pubblicato a maggio del 1968.

## Fantasia
Cover con il testo di Giorgio Calabrese, del brano Fantasy di cui non si hanno notizie certe, scritto da Geoff Stephens e probabilmente inciso con la sua The New Vaudeville Band intorno al 1966.
Fa parte dell'album Canzonissima '68 in cui sono stati raggruppati molti dei brani pubblicati quell'anno su 45 giri e presentati nel corso delle varie puntate del popolarissimo show televisivo condotto da Mina con Walter Chiari e Paolo Panelli. Fu eseguita durante la nona puntata andata in onda il 23 novembre 1968; il video è presente nel DVD Gli anni 1968 Rai Vol. 3.
Pubblicata sull'EP Mina del 1968, l'anno successivo troverà posto anche nella raccolta Incontro con Mina.

## Tracce
Lato A
1. Regolarmente – 2:45 (testo: Daniela Casa – musica: Gianfranco Baldazzi; edizioni musicali Fox)

Lato B
1. Fantasia (Fantasy) – 3:01 (testo: Giorgio Calabrese – musica: Geoff Stephens; edizioni musicali Southern)